# Tommy Shaw
Tommy Roland Shaw (Montgomery, 11 settembre 1953) è un chitarrista e cantante statunitense.
È noto per essere componente della rock band Styx. Ha suonato anche nel supergruppo Damn Yankees e nei Shaw Blades, per dedicarsi anche a una proficua carriera solista.

## Biografia
Tommy Shaw nasce a Montgomery, in Alabama, nel 1953, dove fa i primi passi da musicista suonando in band locali. Lasciata Montgomery per diplomarsi alla Robert E. Lee High School, entra a far parte dei The Smoke Ring e poi dei MSFunk. Liè notato dagli Styx, che lo ingaggiano come chitarrista e cantante.
Il primo album con gli Styx è Crystal Ball (1976), a cui seguono The Grand Illusion (1977), Pieces of Eight (1979), Cornerstone (1979), Paradise Theater (1981) e Kilroy Was Here (1983).
Dopo quest'ultima uscita, Shaw lascia gli Styx per iniziare una carriera solista, pubblicando i dischi Girls with Guns (1984), con la cui title-track entra nella Top 40 delle classifiche USA, What If (1985) e Ambition (1987).
Nei primi anni novanta Shaw, Ted Nugent, Jack Blades (dei Night Ranger) e Michael Cartellone fondano il supergruppo Damn Yankees, che incidono due album prima di sciogliersi nel 1996.
Nel 1995 Shaw rientra negli Styx, con cui pubblica gli album Brave New World, Cyclorama e Big Bang Theory. Nel 1998 pubblica il quarto disco solista 7 Deadly Zens e si unisce a Jack Blades nel duo Shaw Blades, che pubblica gli album Hallucination nel 1995 e Influence nel 2007.

## Discografia

### Solista
- 1984 - Girls with Guns
- 1985 - Live in Japan
- 1986 - What If
- 1987 - Ambition
- 1998 - 7 Deadly Zens
- 2011 - The Great Divide

### Singoli
- 1984 - "Girls with Guns"
- 1984 - "Lonely School"
- 1984 - "Free to Love You"
- 1986 - "Remo's Theme (What If?)"
- 1986 - "Jealousy"
- 1987 - "No Such Thing"
- 1987 - "Ever Since the World Began"
- 1995 - "My Hallucination"  (Shaw & Blades)

### Styx
- 1976 - Crystal Ball
- 1977 - The Grand Illusion
- 1978 - Pieces of Eight
- 1979 - Cornerstone
- 1981 - Paradise Theatre
- 1983 - Kilroy Was Here
- 1999 - Brave New World
- 2003 - Cyclorama
- 2005 - Big Bang Theory
- 2017 -  The Mission

### Damn Yankees
- 1990 - Damn Yankees
- 1992 - Don't Tread

### Shaw/Blades
- 1995 - Hallucination
- 2007 - Influence

### Partecipazioni
- Alice Cooper - The Last Temptation (1994)
- Night Ranger - Seven (1998)
- Michael Schenker Group - Heavy Hitters (2005)
- Ted Nugent - Love Grenade (2007)
- Alan Parsons - From the New World (2022)

### Tribute album
- Not the Same Old Song and Dance: Tribute to Aerosmith (1999)
- Stone Cold Queen: A Tribute (2001)
- Spin the Bottle: An All-Star Tribute to Kiss (2004)
- Return to the Dark Side of the Moon: A Tribute to Pink Floyd (2005)
- We Wish You a Metal Xmas and a Headbanging New Year (2008)

## Equipaggiamento

### Chitarre
- Gibson Les Paul
- Gibson Explorer
- Fender Stratocaster
- Taylor SolidBody Standard
- Taylor 914ce Acoustic/Electric Guitar

Inoltre utilizzò anche chitarre della Hamer, tra cui la Hamer 6/12-string double-neck e la Hamer Talladega.

### Effetti
- Dunlop Crybaby Wah
- Boss TU-2 Chromatic Tuner
- Boss OD-3 Overdrive
- DigiTech Delay Modeler